# Gaione
Gaione è una frazione del comune di Parma, appartenente al quartiere Vigatto.
La località è situata 6,07 km a sud-ovest del centro della città.

## Geografia fisica

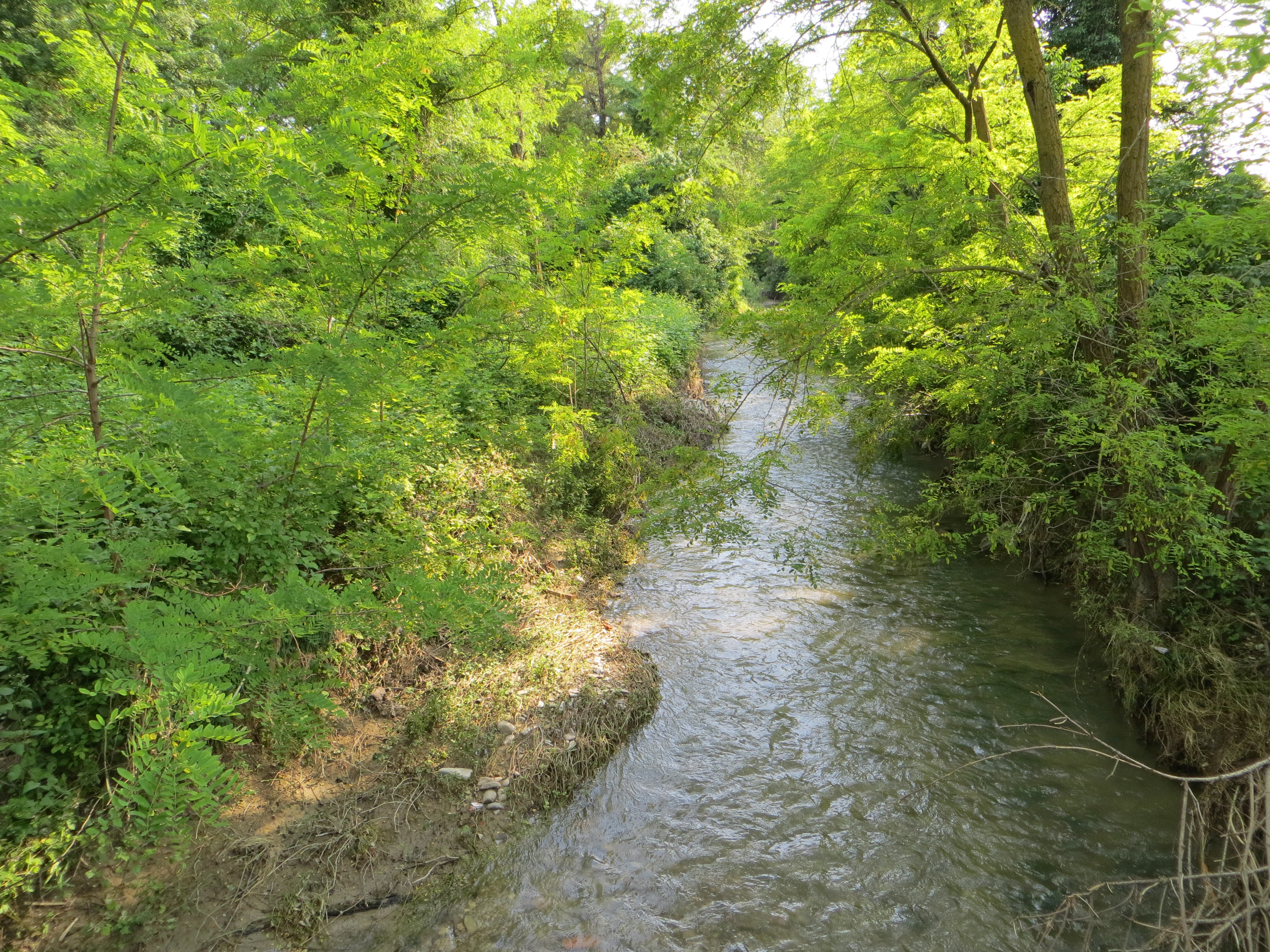
Il torrente Cinghio a Gaione

La località, attraversata dal torrente Cinghio, è situata nella zona pianeggiante compresa tra i torrenti Baganza e Parma.

## Origini del nome
La località, nota in epoca medievale come Galioni, deve tradizionalmente il suo nome al cittadino romano Galionius, inviato a colonizzare la zona nel 182 a.C.

## Storia
Il primo insediamento umano nella zona di Gaione risale al Neolitico: nei pressi del torrente Cinghio si trovano infatti le tracce di un piccolo abitato e di 12 sepolture riferibili alla cultura dei vasi a bocca quadrata del V millennio a.C..
All'interno del paleoalveo del Cinghio sorgono inoltre alcune resti di una terramara di forma pressoché quadrangolare abitata nell'età del bronzo, rinvenuti durante alcuni scavi nel 1983.
La zona fu poi colonizzata dai Romani, che secondo la tradizione vi fondarono un insediamento nel 182 a.C.; tracce di una villa si trovano alla base della pieve dei Santi Ippolito e Cassiano, edificata nell'XI secolo sui resti di un luogo di culto alto-medievale; di quest'ultimo rimangono le vestigia di un altare realizzato con mattoni romani di reimpiego.
Il borgo di Galioni fu citato per la prima volta il 3 marzo 941, in un rogito di vendita di un terreno a tal Bertaldo da parte di due sorelle, Fredebunga e Suniversa, figlie di Liutardo.
La località, insieme a numerose altre del Parmense, fu poi menzionata nel 1028, in un atto di vendita da parte di Ildegarda, moglie del longobardo Oddone; altre testimonianze della sua esistenza risalgono al 1094, in un testamento, e al 1190, in due pergamene.
A partire dal XII secolo la storia del borgo fu strettamente connessa a quella della sua pieve, tanto che in vari documenti la località fu indicata come San Cassiano, dal nome del santo titolare della chiesa.
A difesa del borgo fu in seguito innalzata, accanto alla pieve, una torre, di cui si conoscono soltanto le notizie relative al 1403, quando i Sanvitale, feudatari della zona, la fortificarono, durante gli scontri per il dominio del Parmense che contrapposero Pier Maria I de' Rossi e Ottobuono de' Terzi; l'edificio fu attaccato dai Rossi e inizialmente resistette, ma capitolò l'anno seguente.
In seguito all'abolizione napoleonica dei diritti feudali, Gaione fu aggregata al Comune di Vigatto, sciolto nel 1943, ricostituito nel 1952 e definitivamente assorbito da Parma nel 1962.

## Monumenti e luoghi d'interesse

### Pieve dei Santi Ippolito e Cassiano

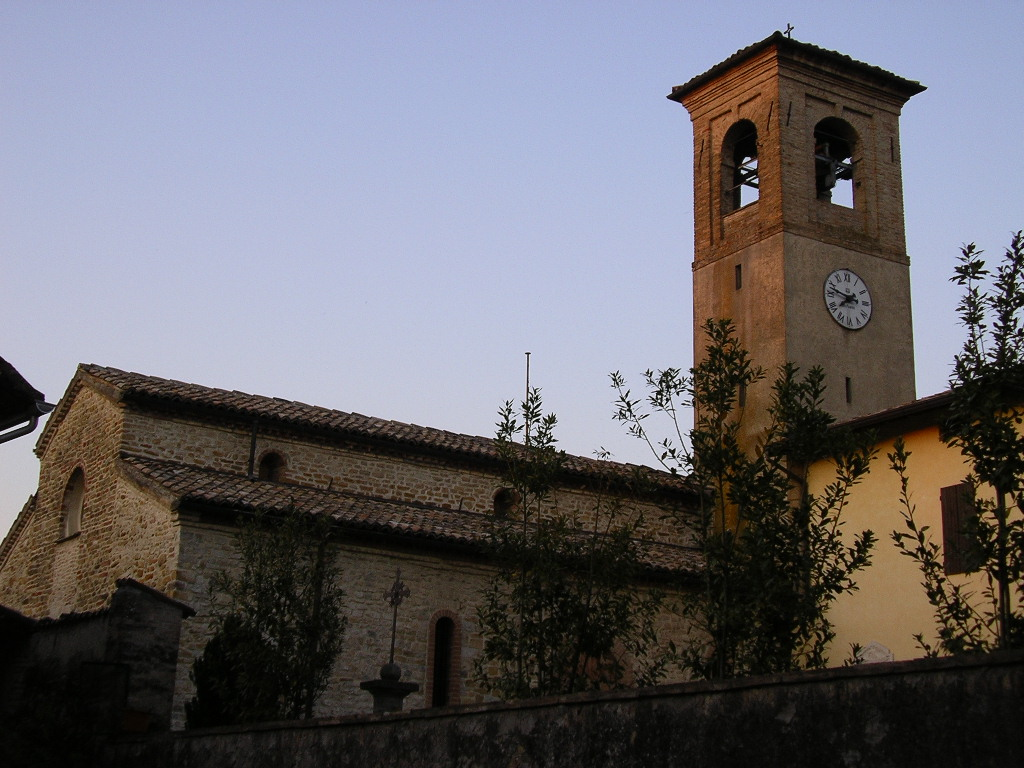
Pieve dei Santi Ippolito e Cassiano

Edificata originariamente tra il VII e l'VIII secolo sui resti di una villa romana, la pieve fu completamente ricostruita in stile romanico nell'XI secolo; profondamente modificata tra il XVI e il XVII secolo, fu ristrutturata nel 1952, riportando alla luce l'aspetto medievale dell'edificio, e nuovamente restaurata nel 2003; al suo interno sono visibili i rivestimenti, i pilastri, i basamenti delle tre absidi e parte della pavimentazione originari, oltre ad alcuni affreschi risalenti al XVII e al XVIII secolo.

### Villa Paganini

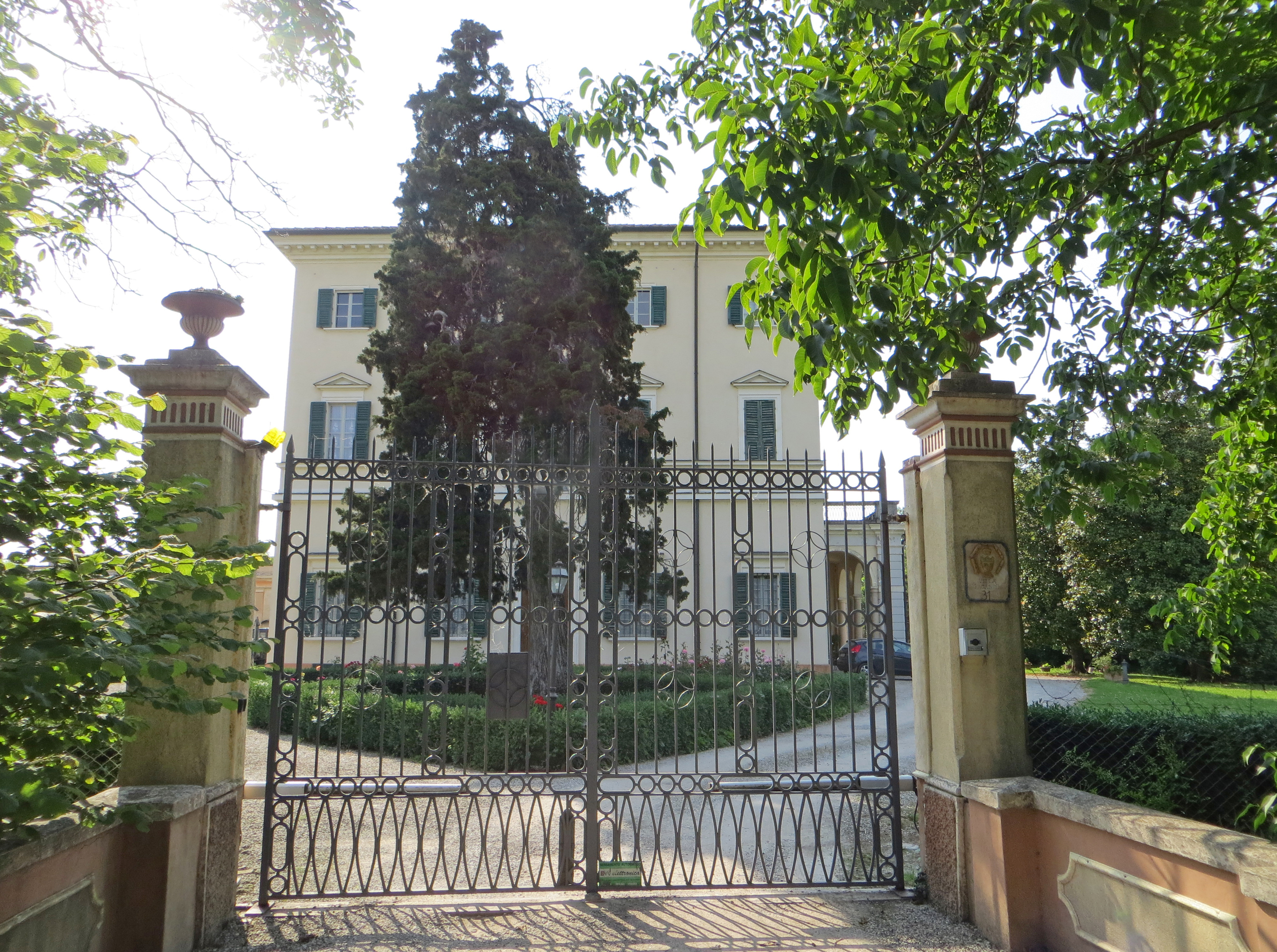
Villa Paganini

Costruita in stile neoclassico tra il 1820 e il 1825 quale residenza estiva del conte Giuseppe Castellinard unitamente al parco circostante di oltre 30 ettari, la villa fu acquistata nel 1833 da Niccolò Paganini, con l'intenzione di trascorrervi i periodi di riposo tra una tournée e l'altra; ampliata e arredata, alla morte del violinista fu ereditata dal figlio Achille, che non effettuò alcuna modifica e la lasciò infine al figlio Abramo; alienata nel 1931 al conte Ernesto Lombardo, fu da questi donata ad Antonietta Capelli, fondatrice dell'Istituto San Giovanni Battista, di cui divenne sede. L'edificio, sviluppato su una pianta rettangolare, si eleva su tre piani fuori terra, con finestre dotate di cornici; la facciata nord, affacciata sull'ampio parco, è preceduta da un portico a tre arcate; all'interno dall'androne con soffitto a volta si accede alle sale tappezzate, tra cui il salotto Rosso, e allo scalone, con soffitto a medaglioni.

### Villa Barbieri
Costruita verso la metà del XVII secolo, nella seconda metà del secolo successivo la villa risultava appartenere ai nobili Barbieri, che la mantennero fino al 1918 circa; acquistata dagli Ospizi Civili di Parma, perse successivamente l'ampio parco circostante, interamente lottizzato. L'edificio, sviluppato su una pianta quadrata, si erge su tre livelli fuori terra, suddivisi da fasce marcapiano; la facciata principale presenta l'ampio portale d'ingresso ad arco a tutto sesto, sormontato da un balconcino con una balaustra metallica contenente uno stemma gentilizio; all'interno il grande androne, decorato con stucchi, conduce allo scalone a forbice sul fondo e alle sale laterali, ornate sulle volte in continuità con l'atrio.

### Villa Greci
Costruita nella prima metà del XIX secolo quale residenza degli affittuari di uno dei grandi poderi della vicina villa Paganini, la villa fu acquistata da Geremia Greci nel 1920 e successivamente ristrutturata. L'edificio, preceduto da un lungo viale alberato, si sviluppa su una pianta rettangolare e si eleva su tre livelli fuori terra; all'interno l'ampio androne, coperto da una volta, dà accesso alle sale laterali.

## Infrastrutture e trasporti
La località è attraversata in direzione nord-sud dalla strada provinciale 56.